# Ryan Navion
Pour les articles homonymes, voir Navion.
Le Ryan Navion est un avion américain à quatre places monomoteur, à l'origine conçu et construit par North American Aviation dans les années 1940. Il est construit par Ryan Aeronautical Company et la Tubular Steel Corporation (TUSCO).
Le Navion était conçu pour répondre au boom qui était prévu dans l'aviation civile après la guerre. Son design reprend les lignes générales du North American P-51 Mustang, généralement considéré comme un des meilleurs chasseurs alliés, et produit par la même entreprise.
Le surnom du NAvion provient des initiales North American, le A majuscule ayant disparu lors de la revente de la North American à Ryan.

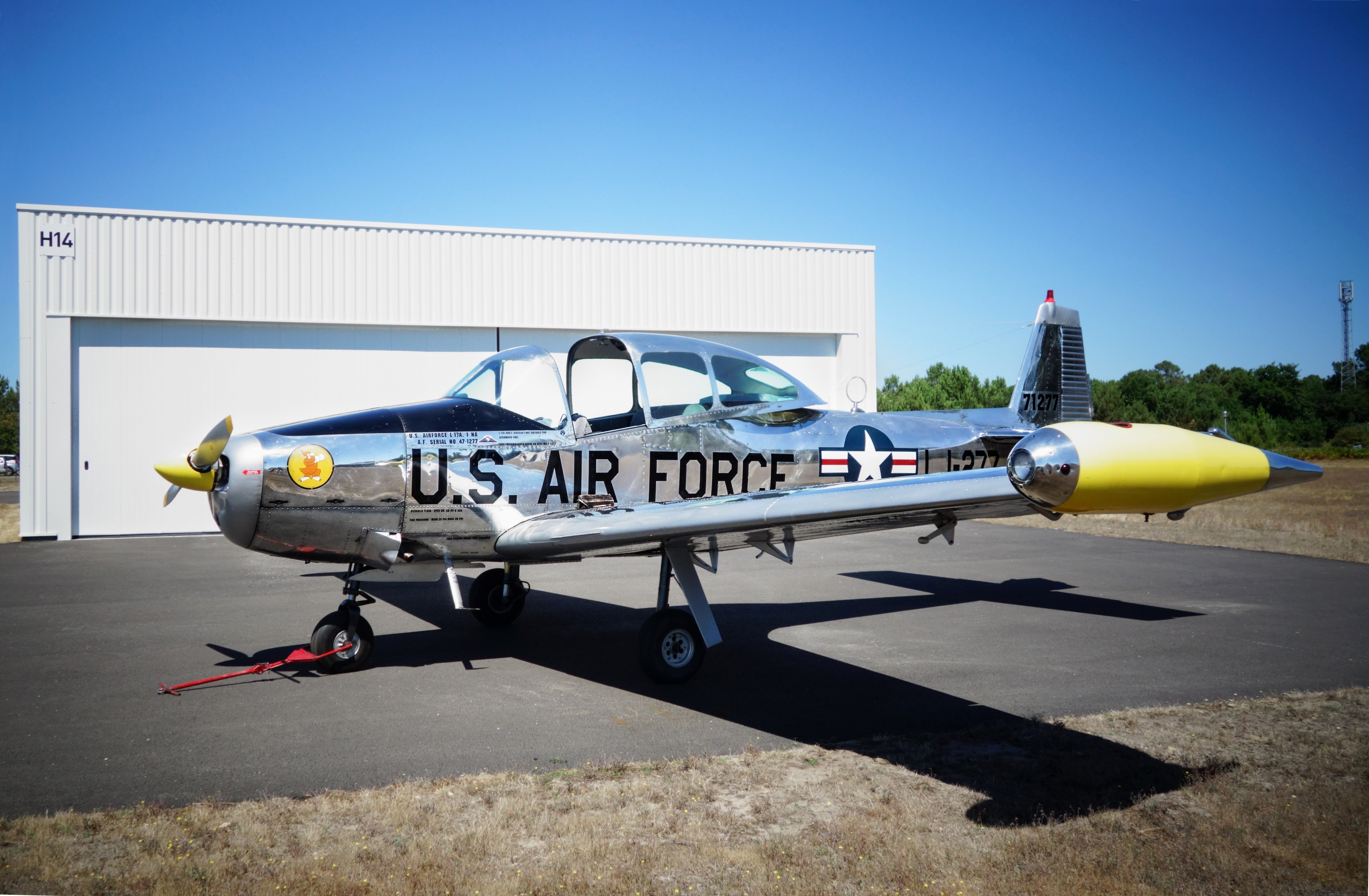
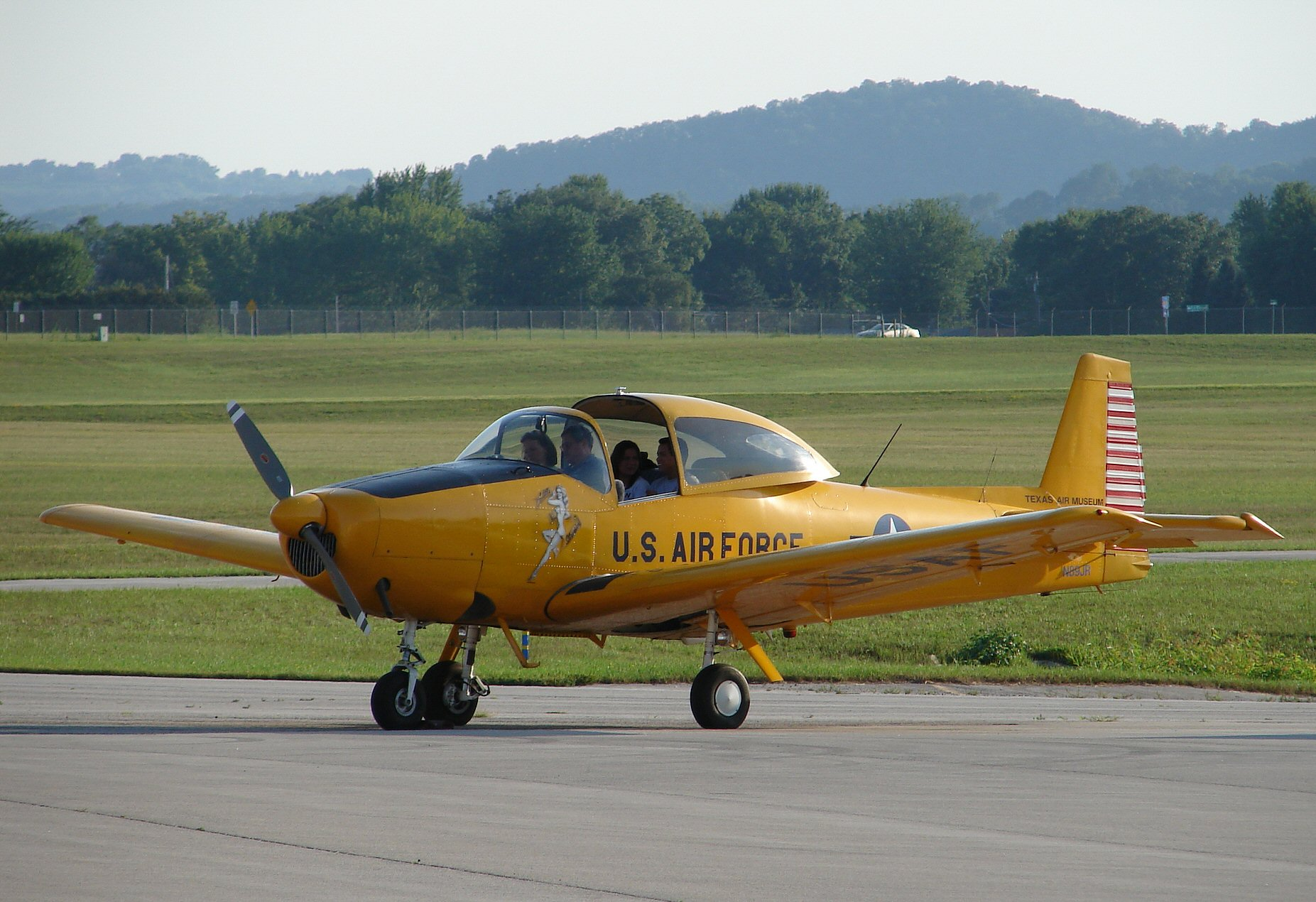
.
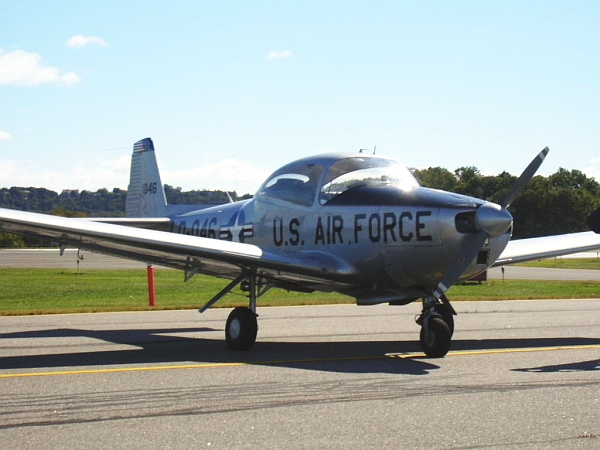
Un Ryan Navion en 2004.